# 第127师团 (日本陆军)
第127师团（だいひゃくにじゅうななしだん）是大日本帝國陸軍师团之一。

## 沿革
太平洋战争末期，随着更多的师团从满洲移师南部战线或者进行本土决战的准备，以強化满洲地区防御为目的，依据1945年（昭和20年）1月16日的軍令陸甲下令，开始编成第121、第122、第123、第124、第125、第126、第127和第128师团等8個师团。
第127师团以驻守在满洲五家子的第9国境守備隊为基础編成，编入第3軍。负责满洲東部国境的警備和防卫任务。
1945年8月9日，随着八月風暴行動的进行而受到苏联軍队的攻擊，驻扎在五家子的步兵第280联队的一部分，与在水流峰的部隊发生交战。由于苏军对该地区的攻势不是十分迅速，第127师团在大部分队伍没有参加到大型战斗的情况下就迎来了终战。

## 师团概要

### 歴代师团長
- （心得）古賀龍太郎 少将：1945年1月20日 -
- 古賀龍太郎 中将：1945年3月1日 -

### 最終司令部構成
- 参謀長：广濑清大佐
  - 参謀：境正男少佐

### 最終所属部隊
- 步兵第280联队（宇都宮）：伊従秀夫大佐
- 步兵第281联队（水户）：高畑洋平大佐
- 步兵第282联队（高崎）：友枝敬一大佐
- 野火炮第127联队
- 第127师团挺進大隊
- 第127师团通信隊
- 第127师团工兵隊
- 第127师团輜重隊
- 第127师团兵器勤務隊
- 第127师团病馬廠